# 正紫镇
正紫镇，是中华人民共和国四川省自贡市荣县下辖的一个乡镇级行政单位。

## 行政区划
正紫镇下辖以下地区：
正紫场社区、卫星村、邱家沟村、坟嘴山村、香炉寺村、田木沟村、窝棚湾村、刺芭塘村和张家庙村。